# Farakhpur
Farakhpur là một thị trấn thống kê (census town) của quận Yamunanagar thuộc bang Haryana, Ấn Độ.

## Nhân khẩu
Theo điều tra dân số năm 2001 của Ấn Độ, Farakhpur có dân số 8738 người. Phái nam chiếm 54% tổng số dân và phái nữ chiếm 46%. Farakhpur có tỷ lệ 74% biết đọc biết viết, cao hơn tỷ lệ trung bình toàn quốc là 59,5%: tỷ lệ cho phái nam là 79%, và tỷ lệ cho phái nữ là 67%. Tại Farakhpur, 13% dân số nhỏ hơn 6 tuổi.